# Rääkkylä

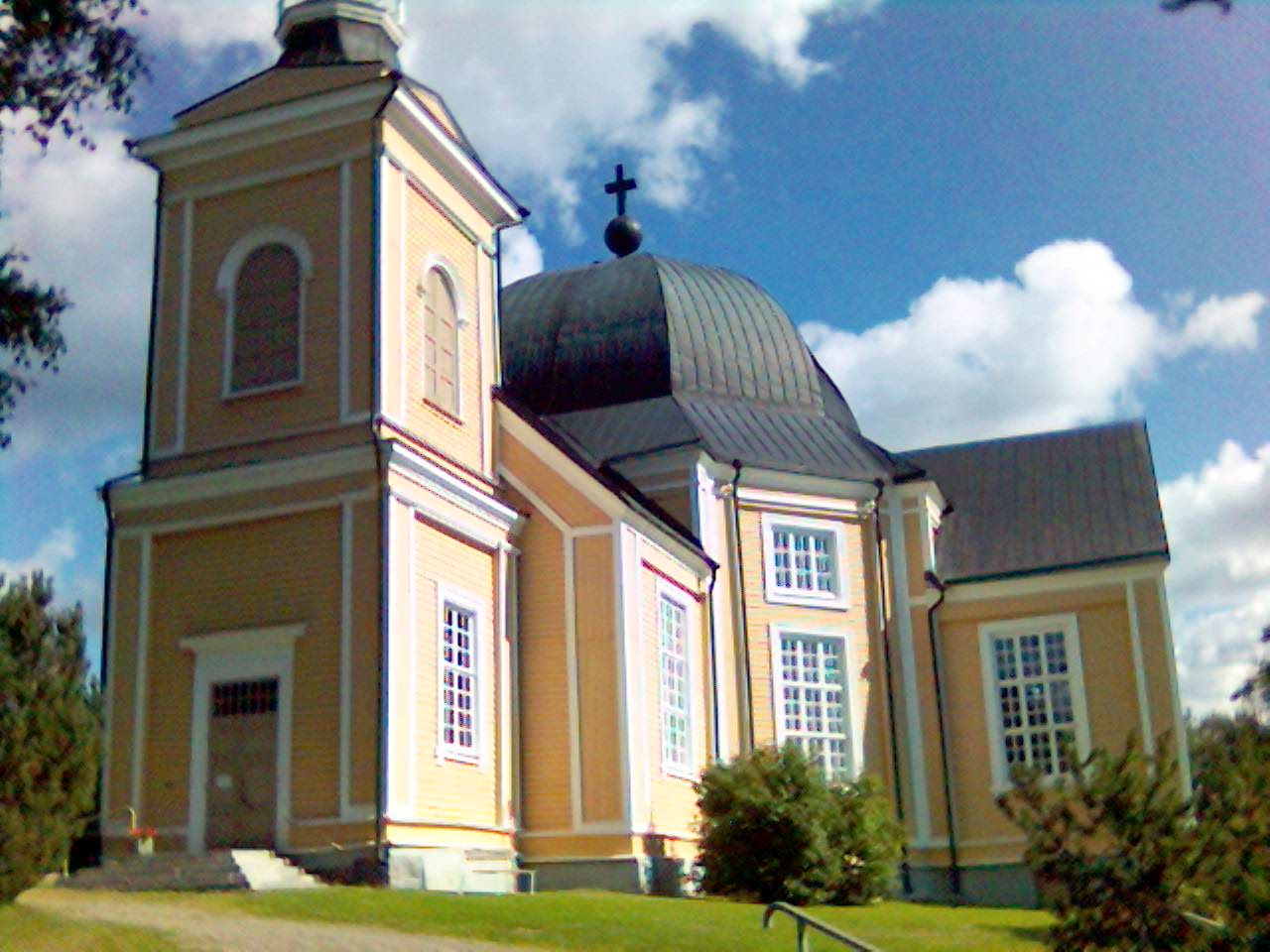
Església de Rääkkylä

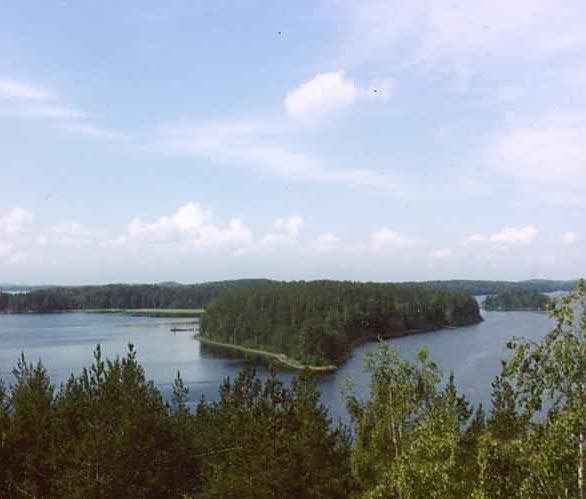
Illa de Tikansaari al llac Pyhäselkä, a Rääkkylä

Rääkkylä és un municipi de Finlàndia dins la regió de Carèlia Septentrional. Té 2.555 habitants (2011) i una àrea de 699,69 km², dels quals 272,01 són aigua. La densitat és de 5,97 habitants per metre quadrat.
El municipi és monolingüe finès. També havia estat conegut com a Bräkylä en suec als documents, però avui dia és conegut com a Rääkkylä també en suec.

## Geografia
Rääkkylä és situada a la regió dels llacs de Finlàndia. Gran part de la geografia de Rääkkylä està formada per illes. També té grans extensions boscos de pins, avets i bedolls.

## Història
Rääkkylä va ser fundat l'any 1874 a partir de la unificació de terres de Kitee i Liperi. Abans d'això, però, hi havia una parròquia de Rääkkylä des del segle xvii. Al segle xviii la seva població va arribar a gairebé 8.000 habitants, posteriorment va anar disminuint per despoblació fins als actual 2.900.

## Economia
L'economia de Rääkkylä està orientada a l'agricultura i silvicultura. A més hi ha unes 160 empreses de petita indústria i serveis. A Rääkkylä tenen un propi banc cooperativa, el Rääkkylän Osuuspankki.

## Fills il·lustres
- Mari Kaasinen i Sari Kaasinen, fundadores del grup de música folk Värttinä